# ساکارا (بخش)
ساکارا (به لاتین: Sakaraha) یک بخش‌های ماداگاسکار در ماداگاسکار است که در آتسیمو-آندرفانا واقع شده‌است.